# Megastygarctides setoloso
Megastygarctides setoloso is een soort in de taxonomische indeling van de beerdiertjes (Tardigrada). 
Het diertje behoort tot het geslacht Megastygarctides en behoort tot de familie Stygarctidae. De wetenschappelijke naam van de soort werd voor het eerst geldig gepubliceerd in 1989 door Morgan & O'Reilly.